# Daman (district)
Daman is een district van het Indiase unieterritorium Dadra en Nagar Haveli en Daman en Diu. Het district telt 113.949 inwoners (2001) en heeft een oppervlakte van 72 km².
Daman ligt aan de Indiase westkust aan de Arabische Zee en wordt landinwaarts begrensd door de deelstaat Gujarat. Het was vanaf de zestiende eeuw tot 1961 een deel van Portugees-India. In het district mondt de rivier de Daman Ganga in zee uit. De hoofdplaats van het district is de stad Daman.
Dadra en Nagar Haveli · Daman · Diu